# روبرتو پرویتالی
روبرتو پرویتالی (انگلیسی: Roberto Previtali؛ زادهٔ ۳ اوت ۱۹۸۱) بازیکن فوتبال اهل ایتالیا است.
از باشگاه‌هایی که در آن بازی کرده‌است می‌توان به باشگاه فوتبال اسپتزیا، باشگاه فوتبال کرمونزه، باشگاه فوتبال آ. ث. لومتزانه، و باشگاه فوتبال آتالانتا اشاره کرد.
وی همچنین در تیم ملی فوتبال زیر ۲۰ سال ایتالیا بازی کرده‌است.